# Okubo Makoto
Makoto Okubo (sinh ngày 3 tháng 3 năm 1975) là một cầu thủ bóng đá người Nhật Bản.

## Sự nghiệp câu lạc bộ
Makoto Okubo đã từng chơi cho Sanfrecce Hiroshima.